# Sayreville
Sayreville är en småstad i Middlesex County i staten New Jersey strax söder om New York. År 2000 hade orten 42 236 invånare. Här är bland andra Jon Bon Jovi uppvuxen och han bor fortfarande kvar.[källa behövs]